# Barmedman

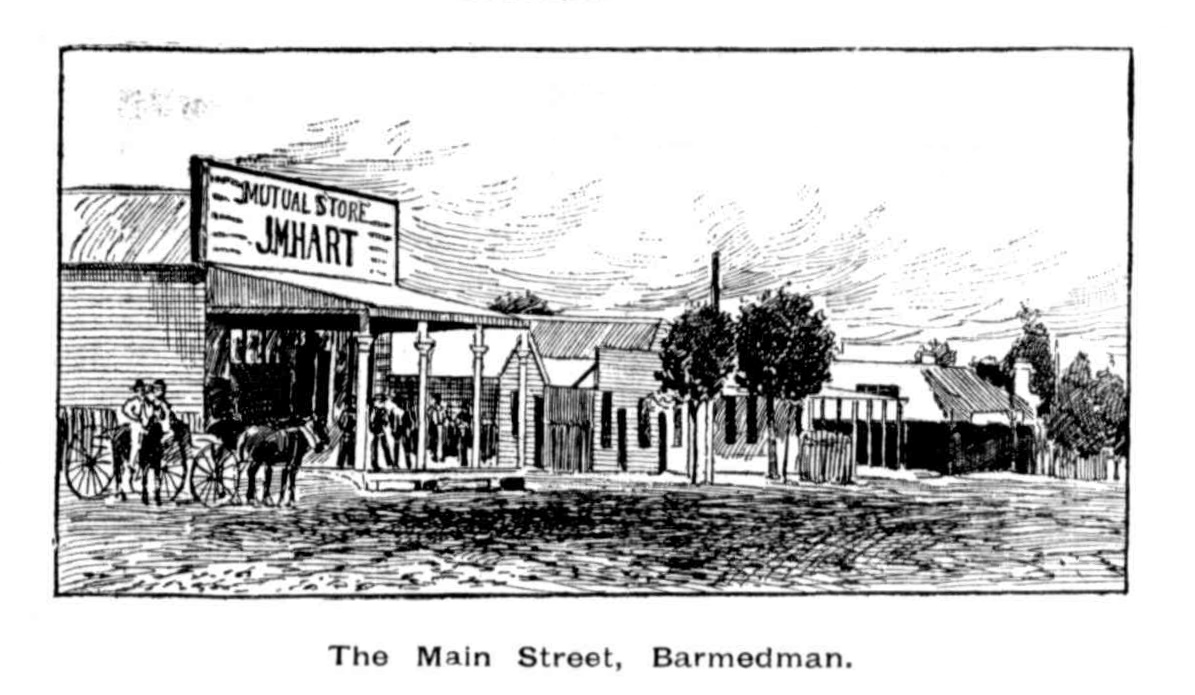
Ilustracja z podpisem „Główna ulica, Barmedman”, opublikowana w Australian Town and Country Journal, 7 kwietnia 1894

Barmedman – miasto w Australii, w stanie Nowa Południowa Walia.